# Teofil Lenartowicz

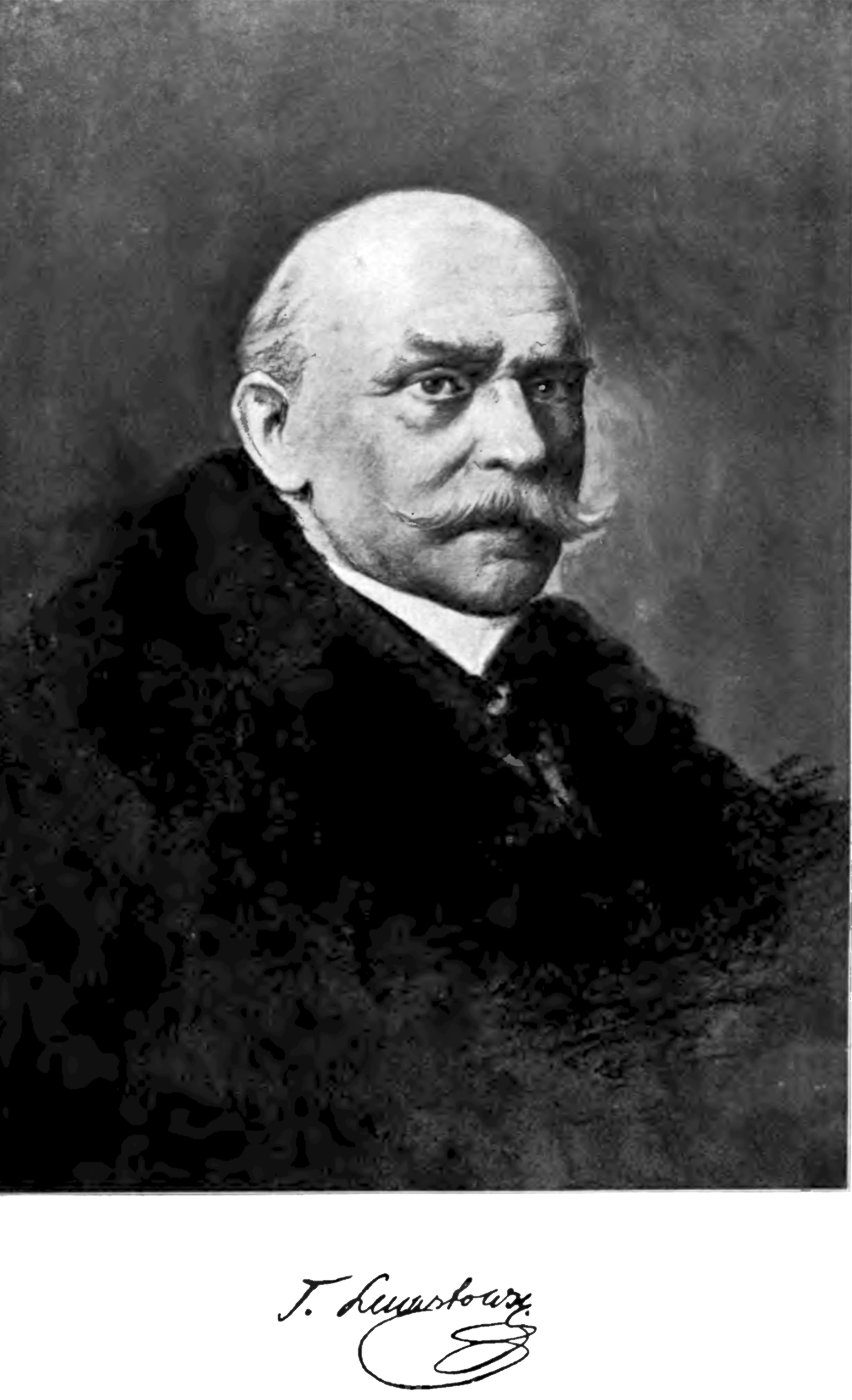
Teofil Lenartowicz.

Teofil Aleksander Lenartowicz, född 27 februari 1822 i Warszawa, död 3 februari 1893 i Florens, var en polsk skald.
Lenartowicz bosatte sig 1851 i utlandet och delade sin tid mellan diktning och bildhuggeri. Sin poetiska verksamhet inledde han 1841. Hans förnämsta lyriska diktsamlingar, som företrädesvis behandlar polska byidyller i folklig ton, är Polska ziemia (Polska jorden, 1848–50), Lirenka (1855), Nowa Lirenka (1859), Aniol ziemi (Jordens ängel, 1866) och Rytmy narodowe (1881). Ett urval av hans samlade dikter utkom i fyra delar 1876; dessutom författade han ett litteraturhistoriskt arbete på italienska, Sul carattere della poesin polono-slava (1886).